# Hans Bode (Chemiker)
Hans Heinrich Christian Bode  (*  18. Januar 1905 in Kiel; † 27. November 1989) war ein deutscher Chemiker (Anorganische Chemie, Elektrochemie) und Hochschullehrer an der Universität Hamburg. 

## Leben
Bode wurde 1928 bei Gerhard Preuner in Kiel promoviert und war dort danach außerplanmäßiger und ab 1930 planmäßiger Assistent. 1938 habilitierte er sich und wurde 1940 Oberassistent. Ab 1941 wurde er eingezogen und war bis 1946 in Kriegsgefangenschaft. 1947 wurde er außerplanmäßiger Professor in Kiel und 1949 in Hamburg, was er bis 1955 blieb. Ab 1956 war er Leiter des Forschungslabors der Accumulatoren-Fabrik (Varta AG). Ab 1958 war er auch Honorarprofessor in Hamburg. 
Er war bei Varta mit der Entwicklung von Batterien wie Bleiakkumulatoren befasst, zum Beispiel mit der Stromverteilung an Akkumulatorplatten und mit der Nickelhydroxidelektrode. Hans Heinrich Bode befasste sich auch mit Fluorchemie.

## Schriften
- Der Einfluß der skandinavischen Chemiker auf die Enwicklung der Chemie. In: Kieler Blätter. Bd. 1 (1942), Heft 3, S. 184–193.
- mit Hans Ludwig: Chemisches Praktikum für Mediziner. Deuticke, 7. Auflage 1944, 9. Auflage Springer 1953 (zuerst 1932)
- mit A. Claasen, B. Jüstel: Elemente der vierten Nebengruppe : Titan, Zirkon, Hafnium, Thorium. In: Wilhelm Fresenius, Gerhard Jander (Hrsg.): Handbuch der analytischen Chemie, Teil 3: Quantitative Bestimmungs- und Trennungsmethoden, Band 4b, 1950, S. 1–524
- Lead-acid batteries, Wiley 1977